# Langenharjo (Plemahan)
Langenharjo is een bestuurslaag in het regentschap Kediri van de provincie Oost-Java, Indonesië. Langenharjo telt 3569 inwoners (volkstelling 2010).